# Sistema Nacional de Seguridad Pública (México)
El Sistema Nacional de Seguridad Pública (SNSP), una instancia del gobierno federal mexicano, siendo un órgano desconcentrado de la Secretaría de Seguridad y Protección Ciudadana, cuya función es sentar las bases de coordinación y distribución de competencias en materia de seguridad pública entre el gobierno federal, los Estados, municipios, la Ciudad de México y sus Demarcaciones territoriales.

## Actualidad
El SNSP se encuentra bajo la coordinación del Consejo Nacional de Seguridad Pública, siendo una de sus tareas de mayor relevancia en la actualidad, practicar exámenes de control de confianza a todos los servidores públicos que trabajen en instancias de seguridad pública en todo el país. Actualmente el Secretario Ejecutivo del SNSP es el doctor Franco Fabbri Vázquez.

## Órganos administrativos
De acuerdo al art. 6 del REGLAMENTO del Secretariado Ejecutivo del Sistema Nacional de Seguridad Pública:
- Oficina del Secretario Ejecutivo;
- Secretaría Ejecutiva Adjunta;
- Centro Nacional de Información;
- Centro Nacional de Prevención del Delito y Participación Ciudadana;
- Centro Nacional de Certificación y Acreditación;
- Dirección General de Vinculación y Seguimiento;
- Dirección General de Planeación;
- Dirección General de Apoyo Técnico;
- Dirección General de Coordinación Operativa;
- Dirección General del Registro Público Vehicular;
- Dirección General de Asuntos Jurídicos;
- Dirección General de Administración, y
- Órgano Interno de Control.

## Integración
El SNSP está actualmente integrado por:
- El Consejo Nacional de Seguridad Pública
- La Conferencia Nacional de Procuración de Justicia
- La Conferencia Nacional de Secretarios de Seguridad Pública o sus equivalentes
- La Conferencia Nacional del Sistema Penitenciario
- La Conferencia Nacional de Seguridad Pública Municipal
- Los Consejos Locales e Instancias Regionales
- El Secretariado Ejecutivo del Sistema.

## Consejo nacional de seguridad pública
La función primordial del CNSP, es coordinar a todas las instancias que integran al SNSP, impulsando la instauración de mecanismos para lograr la participación ciudadana en los procesos de evaluación e implementación de las políticas de prevención del delito y de las instituciones de seguridad pública de todo el país. El consejo puede invitar a ciudadanos, representantes de organizaciones, etc. A participar de sus asambleas para exponer temas relevantes de seguridad nacional, estas invitaciones son siempre con el carácter de honoríficas.

### Integración
El CNSP está integrado por las siguientes personas e instituciones:
- Presidente de la República (en su ausencia por el secretario de gobernación)
- Secretario de Seguridad y Protección Ciudadana.
- Fiscal general de la República.
- Secretario de la Defensa Nacional.
- Secretaría de Marina.
- Subsecretario de Seguridad Pública Federal
- Gobernadores de los Estados y Jefe de Gobierno de la Ciudad de México.
- Secretario Ejecutivo del SNSP.

Y por los representantes de las siguientes instituciones:
- Conferencia Nacional de Procuración de Justicia.
- Conferencia Nacional de Secretarios de Seguridad Pública.
- Conferencia Nacional del Sistema Penitenciario.
- Conferencia Nacional de Seguridad Pública Municipal.
- Consejos locales e instancias regionales.

El presidente de la Comisión Nacional de los Derechos Humanos es invitado permanente al CNSP.

### Comisiones Permanentes
Aunque el CNSP no se encuentre reunido en pleno, existen tres comisiones permanentes para tratar asuntos de Seguridad Nacional, siendo estas:
- Comisión Permanente de Certificación y Acreditación.
- Comisión Permanente de Prevención del Delito y Participación Ciudadana.
- Comisión Permanente de Información.